# Bucculatrix spectabilis
Bucculatrix spectabilis är en fjärilsart som beskrevs av Braun 1963. Bucculatrix spectabilis ingår i släktet Bucculatrix och familjen kronmalar. Inga underarter finns listade i Catalogue of Life.